# روش تصمیم گیری چندمعیاره OPA
روش تصمیم‌گیری چندمعیاره OPA، یک روش مبنی بر مدل برنامه ریزی خطی است که به حل مسائل تصمیم‌گیری چندمعیاره گروهی براساس داده های ترتیبی می پردازد و در نهایت وزن خبره‌ها، معیارها، و گزینه ها را ارائه می نماید. بر اساس این مدل هم می توان وزن دهی به معیارها انجام داد و هم رتبه بندی نهایی گزینه ها در مدل های سلسله مراتبی انجام می شود.

## مقدمه
بدون شک هر سازمانی نیاز به اخذ تصمیم‌های بهینه دارد تا بتواند به بقای خود در بازار رقابت امروز ادامه دهد. تصمیم‌گیری چندمعیاره یکی از کاربردی‌ترین ابزار‌های در دسترس برای مدیران سازمان‌ها است، تا به آن‌ها کمک کند که تصمیمات خود را براساس چندین معیار مختلف در واحد زمان انجام دهند. تاکنون روش‌های مختلفی برای حل مسائل تصمیم‌گیری چند معیاره ارایه شده است. مبنای اکثر روش‌ها ماتریس مقایسات زوجی (Pairwise comparison) و یا ماتریس تصمیم (Decision matrix) است. اما، ماتریس مقایسات زوجی علیرغم ویژگی‌هایی که دارد با ایراداتی نیز روبرو است. مونیر و هونتوریا  در کتاب خود به صورت کامل به بررسی ایرادات ماتریس مقایسات زوجی پرداخته‌اند. براساس نتایج حاصل شده، فراهم کردن داده‌های دقیق توسط ذهن انسان امری دشوار است که ممکن است منجر به نتایج غلط شود. به طور مثال، خبره می‌داند که گزینه اول از گزینه دوم بهتر است ولی برای ذهن او دشوار است که میزان بهتر بودن را با استفاده از اعداد کمی بیان کند. برای غلبه بر این مشکل، روش OPA که مخفف واژه‌ی Ordinal Priority Approach (روش اولویت ترتیبی) است در سال ۲۰۲۰ ارائه گردید.  برخی از محققین بیان کردند که مقایسات در روش OPA بسیار ساده و کاربردی هستند و برتری داده‌های ترتیبی در تصمیم‌گیری چندمعیاره را تایید کردند. 
روش تصمیم‌گیری OPA بر اساس داده‌های ترتیبی به محاسبه وزن خبره‌ها، معیار‌ها، و گزینه‌ها می‌پردازد. به عنوان مثال خبره تنها نیاز دارد که بیان کند در هر معیار گزینه اول از گزینه دوم بزرگتر است یا کوچکتر و.... تهیه این نوع داده‌های ورودی برای حبره‌ها بسیار راحت‌تر خواهد بود که می‌تواند منجر به نتایج صحیح‌تری نیز گردد. از ویژگی‌های این روش می‌توان به موارد زیر اشاره کرد :
- عدم نیاز به ماتریس مقایسات زوجی،
- محاسبه وزن خبره‌ها، معیار‌ها و گزینه‌ها بصورت همزمان،
- عدم نیاز به نرمال‌سازی داده‌های ورودی (استفاده از روش های نرمالسازی مختلف می تواند منجر به نتایج متفاوت گردد.)،
- پشتیبانی از تصمیم‌گیری گروهی بدون استفاده از روش‌های میانگین‌گیری،
- پشتیبانی از داده های ناقص در صورتی که خبره دانش کافی نداشته باشد.

با توجه به کاربرد روش OPA در زمینه‌ها و حوزه‌های مختلف، این روش، مورد استفاده و توسعه پژوهشگران زیادی قرار گرفته است. به عنوان مثال: ستوده انوری  در مقاله مروری خود از روش OPA به عنوان یک روش جدید با قابلیت‌های منحصر به فرد مانند محاسبه وزن خبره‌ها، معیارها و گزینه‌ها به صورت هم‌زمان یاد کرد. همچنین در مورد کاربردهای آن در بیماری کرونا بحث کرد. محمودی و همکاران روش OPA را تحت محیط های فازی، خاکستری و بهینه‌سازی استوار توسعه دادند . صادقی و همکاران  به بررسی موانع پیاده‌سازی زنجیره بلوکی در صنعت ساخت و ساز پایدار پرداختند. در پژوهشی‌های دیگری، صادقی و همکاران  به ارزیابی ریسک های پیاده‌سازی زنجیره بلوکی در صنعت ساخت و اولویت‌بندی الزامات پیاده‌سازی و بکارگیری آن با استفاده از روش فازی OPA پرداختند. پاموکار و همکاران  به ارزیابی مدل متاورس برای حمل و نقل پایدار با استفاده از روش OPA پرداختند. عبدالباسط و همکاران  به توسطه روش OPA در محیط نوتروسوفی پرداختند. لی و نیو  به بررسی استراتژی‌های تولید در کشور ویتنام با استفاده از روش OPA پرداختند. چاپارو و همکاران  به ارزیابی گزینه‌های جایگزین در زمینه توانبخشی بدنی با استفاده از روش OPA پرداختند. الکادیم و همکاران  به ارزیابی اقتصادی انرژی های خورشیدی و باد با استفاده از روش OPA پرداختند. دوسی و همکاران  به بررسی وسایل نقلیه خودران و پویایی آنها در زمینه متاورس با استفاده از روش OPA پرداختند.    

## مدل و مراحل روش
مدل OPA یک مدل برنامه‌ریزی خطی است که از پیچیدگی بالایی برخوردار نیست. مراحل این روش به صورت زیر است:

مرحله اول: شناسایی خبره‌ها و تعیین ارجحیت خبره‌ها بر اساس میزان سابقه کاری یا مدرک تحصیلی.

مرحله دوم: شناسایی معیارها و تعیین ارجحیت معیارها توسط هر خبره.

مرحله سوم: شناسایی گزینه‌ها و تعیین ارجحیت گزینه‌ها در هر معیار توسط هر خبره.

مرحله چهارم: تشکیل مدل برنامه‌ریزی خطی زیر و حل توسط نرم‌افزارهای بهینه‌سازی مانند گمز، لینگو و یا متلب.
{\textstyle {\begin{aligned}&MaxZ\\&S.t.\\&Z\leq r_{i}{\bigg (}r_{j}{\big (}r_{k}(w_{ijk}^{r_{k}}-w_{ijk}^{{r_{k}}+1}){\big )}{\bigg )}\;\;\;\;\forall i,j\;and\;r_{k}\\&Z\leq r_{i}r_{j}r_{m}w_{ijk}^{r_{m}}\;\;\;\forall i,j\;and\;r_{m}\\&\sum _{i=1}^{p}\sum _{j=1}^{n}\sum _{k=1}^{m}w_{ijk}=1\\&w_{ijk}\geq 0\;\;\;\forall i,j\;and\;k\\&Z:Unrestricted\;in\;sign\\\end{aligned}}}
در مدل بالا {\displaystyle r_{i}} بیانگر رتبه خبره {\displaystyle i} ام، {\displaystyle r_{j}} بیانگر رتبه معیار {\displaystyle j}، {\displaystyle r_{k}} بیانگر رتبه گزینه {\displaystyle k} ام، {\displaystyle w_{ijk}} بیانگر وزن گزینه {\displaystyle k} ام در معیار {\displaystyle j} ام توسط خبره {\displaystyle i} ام است. 
بعد از حل مدل برنامه ریزی خطی OPA، وزن هر گزینه توسط فرمول زیر محاسبه می گردد.
{\displaystyle {\begin{aligned}&w_{k}=\sum _{i=1}^{p}\sum _{j=1}^{n}w_{ijk}\;\;\;\;\forall k\\\end{aligned}}}
وزن هر معیار توسط فرمول زیر محاسبه می گردد:
{\displaystyle {\begin{aligned}&w_{j}=\sum _{i=1}^{p}\sum _{k=1}^{m}w_{ijk}\;\;\;\;\forall j\\\end{aligned}}}
و وزن هر خبره توسط فرمول زیر محاسبه می گردد:
{\displaystyle {\begin{aligned}&w_{i}=\sum _{j=1}^{n}\sum _{k=1}^{m}w_{ijk}\;\;\;\;\forall i\\\end{aligned}}}

## مثال عددی
فرض کنید قصد داریم مسئله خرید یک خانه را بررسی کنیم. در این مسئله دو خبره وجود دارد. همچنین دو معیار هزینه (c) و کیفیت (q) ساخت برای خرید خانه تعریف شده است. از طرفی سه خانه (h1, h2, h3) جهت خرید وجود دارند. خبره اول (x) دارای سه سال سابقه کار است و خبره دوم (y) دارای دو سال سابقه کار دارد.         
مرحله اول: از آنجا که خبره اول (x) سابقه کار بیشتری دارد بنابراین x > y.                
مرحله دوم: معیارها و ارجحیت آن ها در جدول زیر خلاصه شده است.         
| خبره دوم (y) | خبره اول (x) | معیارها |
| ------------ | ------------ | ------- |
| 2            | 1            | c       |
| 1            | 2            | q       |

مرحله سوم: گزینه ها و ارجحیت آن ها در جدول زیر خلاصه شده است. 
| خبره دوم (y) | خبره دوم (y) | خبره اول (x) | خبره اول (x) | گزینه ها |
| q            | c            | q            | c            | گزینه ها |
| ------------ | ------------ | ------------ | ------------ | -------- |
| 3            | 1            | 2            | 1            | h1       |
| 1            | 2            | 1            | 3            | h2       |
| 2            | 3            | 3            | 2            | h3       |

مرحله چهارم: مدل برنامه‌ریزی خطی OPA بر اساس داده های ورودی بصورت زیر تشکیل می شود:
{\displaystyle {\begin{aligned}&MaxZ\\&S.t.\\&Z\leq 1*1*1*(w_{xch1}-w_{xch3})\;\;\;\;\\&Z\leq 1*1*2*(w_{xch3}-w_{xch2})\;\;\;\;\\&Z\leq 1*1*3*w_{xch2}\;\;\;\\\\&Z\leq 1*2*1*(w_{xqh2}-w_{xqh1})\;\;\;\;\\&Z\leq 1*2*2*(w_{xqh1}-w_{xqh3})\;\;\;\;\\&Z\leq 1*2*3*w_{xqh3}\;\;\;\\\\&Z\leq 2*2*1*(w_{ych1}-w_{ych2})\;\;\;\;\\&Z\leq 2*2*2*(w_{ych2}-w_{ych3})\;\;\;\;\\&Z\leq 2*2*3*w_{ych3}\;\;\;\\\\&Z\leq 2*1*1*(w_{yqh2}-w_{yqh3})\;\;\;\;\\&Z\leq 2*1*2*(w_{yqh3}-w_{yqh1})\;\;\;\;\\&Z\leq 2*1*3*w_{yqh1}\;\;\;\\\\&w_{xch1}+w_{xch2}+w_{xch3}+w_{xqh1}+w_{xqh2}+w_{xqh3}+w_{ych1}+w_{ych2}+w_{ych3}+w_{yqh1}+w_{yqh2}+w_{yqh3}=1\\\\\end{aligned}}}
بعد از حل مدل بالا با استفاده از نرم افزارهای بهینه سازی، وزن خبره ها، معیارها و گزینه ها بصورت زیر حاصل می گردد:
{\displaystyle {\begin{aligned}&w_{x}=w_{xch1}+w_{xch2}+w_{xch3}+w_{xqh1}+w_{xqh2}+w_{xqh3}=0.666667\\\\&w_{y}=w_{ych1}+w_{ych2}+w_{ych3}+w_{yqh1}+w_{yqh2}+w_{yqh3}=0.333333\\\\\\&w_{c}=w_{xch1}+w_{xch2}+w_{xch3}+w_{ych1}+w_{ych2}+w_{ych3}=0.555556\\\\&w_{q}=w_{xqh1}+w_{xqh2}+w_{xqh3}+w_{yqh1}+w_{yqh2}+w_{yqh3}=0.444444\\\\\\&w_{h1}=w_{xch1}+w_{xqh1}+w_{ych1}+w_{yqh1}=0.425926\\\\&w_{h2}=w_{xch2}+w_{xqh2}+w_{ych2}+w_{yqh2}=0.351852\\\\&w_{h3}=w_{xch3}+w_{xqh3}+w_{ych3}+w_{yqh3}=0.222222\\\\\end{aligned}}}
بنابراین خانه h1 بهترین گزینه محسوب می شود.

## نرم افزارها
نرم افزار تحت وب (به منبع  رجوع شود)  روش OPA به صورت رایگان در دسترس عموم قرار گرفته است که قابلیت حل مسایل بدون نیاز به هیچگونه دانش برنامه نویسی را دارد. در سال های اخیر، روش OPA تحت محیط های اکسل (به منبع  رجوع شود) ، لینگو (به منبع  رجوع شود) ، متلب (به منبع  رجوع شود)  نیز پیاده سازی گردیده است که براحتی در بستر اینترنت بصورت رایگان قابل دسترسی هستند. این نرم افزارها با عنوان واژه OPA Solver شناخته می شوند. همچنین آموزش این روش در سایت آپارات و صنایع 20 (www.Sanaye20.ir) به صورت رایگان قرار داده شده است.